# Tijgerduizendpoten
De tijgerduizendpoten (Scolopendridae) vormen een familie van duizendpoten binnen de orde Scolopendromorpha.

## Kenmerken
Deze geleedpotigen zijn fraai gekleurd: geel, rood, oranje of groen, vaak met donkere banden of strepen. Ze bevatten 21 tot 23 paar poten en draadvormige antennen, die minder dan 35 segmenten bevatten. Aan beide kanten van de kop bevinden zich 4 ocelli. De lichaamslengte varieert van 3 tot 30 cm.

## Leefwijze
Deze nachtactieve dieren jagen op muizen en kikkers, die ze met hun gifkaken overmeesteren. Het gif kan een mens doden.

## Voortplanting
De eieren worden afgezet in aarde of onder stenen of boomschors.

## Verspreiding en leefgebied
Dit geslacht komt wereldwijd voor in warme gebieden, in aarde, bladstrooisel, scheuren en spleten.